# Oana Gavrilă
Oana Gavrilă(n. 19 aprilie 1998) este o jucătoare de tenis profesionistă din România. Cea mai bună clasare a sa la dublu este locul 150 mondial, în iulie 2023.